# Albert Mohler
Richard Albert Mohler Jr (Lakeland, 19 de outubro de 1959), é um teólogo e escritor batista estadunidense, atual presidente do Seminário Teológico Batista do Sul.

## Perspectivas teológicas
Catolicismo
Mohler acredita que a Igreja Católica é uma "falsa igreja" que ensina um "falso evangelho" e que o ofício papal não é legítimo. Durante um podcast de 13 de março de 2014 do The Briefing, Mohler afirmou que os evangélicos "simplesmente não podiam aceitar a legitimidade do papado" e que "fazem com que as outras séries comprometam seriamente os valores bíblicos e revertam a Reforma".
Controle de natalidade
Mohler é contra adultos casados optar por não ter filhos.
Mohler também criticou os métodos contraceptivos que precederam a implantação do óvulo fertilizado.
Papéis de gênero e sexualidade
Em 2017, Mohler assinou a Declaração de Nashville. É proponente do complementarismo.
Ioga
De acordo com Mohler, a prática do yoga é inconsistente com o cristianismo.
Libertarianismo
Mohler argumentou que o libertarianismo é idólatra e, como a visão global do princípio fundamental da vida humana, é incompatível com os ideais cristãos. Defende a liberdade pessoal, mas considera que a liberdade de expressão pode plantar problemas quando aplicada na esfera política. O libertarianismo econômico mais limitado, por outro lado, pode ser coerente com a “visão global do mundo que propõe o cristianismo”.
Criacionismo da terra jovem
Mohler acredita no Criacionismo da Terra Jovem.
Novo Calvinismo
Mohler é um dos principais articuladores do movimento novo calvinista e da Ressurgência na Convenção Batista do Sul, e considera o Novo Calvinismo como a "única opção teológica viável".

## Distinções
Ele foi reconhecido como um dos líderes evangélicos calvinistas dos Estados Unidos.

## Livros
- Atheism Remix: A Christian Confronts the New Atheists ISBN 978-1-4335-0497-6
- Culture Shift: Engaging Current Issues with Timeless Truth ISBN 978-1-59052-974-4
- He Is Not Silent: Preaching in a Postmodern World ISBN 978-0-8024-5489-8
- Desire and Deceit: The Real Cost of the New Sexual Tolerance ISBN 978-1-60142-080-0
- The Conviction to Lead: The 25 Principles for Leadership That Matters, expresses the view that leadership stems from conviction and moral character (2012).[10]
- We Cannot Be Silent: Speaking Truth to a Culture Redefining Sex, Marriage, and the Very Meaning of Right and Wrong ISBN 978-0718032487
- Acts 1-12 For You, first in a two-part popular-level commentary on the book of Acts ISBN 978-1909919914